# Oscar Traynor
Pour les articles homonymes, voir Traynor.
Oscar Traynor (né le  21 mars 1886 à Dublin et mort le 15 décembre 1963 dans la même ville), est un homme politique, ainsi qu'un joueur et dirigeant de football irlandais.
Plusieurs fois ministre dans le gouvernement irlandais, il est le ministre de la défense qui est resté le plus longtemps en place.

## Biographie

### Jeunesse et carrière dans le football
Oscar Traynor nait à Dublin au sein d’une famille de fervents nationalistes. Il est scolarisé chez les Frères Chrétiens. En 1889, il est placé en apprentissage chez John Long, un sculpteur sur bois réputé.
Dans sa jeunesse, il pratique à bon niveau le football et joue entre 1910 et 1912 au sein de l’équipe du Belfast Celtic Football Club au poste de gardien de but.

### Participe à la guerre d'indépendance
Traynor rejoint les Irish Volunteers et prend part à l’insurrection de Pâques 1916. Arrêté pendant les affrontements, il est emprisonné au pays de Galles.
Pendant la guerre d'indépendance irlandaise, il est brigadier au sein de la brigade dublinoise de Armée républicaine irlandaise (Old IRA) et prend part à l’attaque contre la Custom House de Dublin en 1921.
Il dirige ensuite l’embuscade contre le Régiment du West Kent à Drumcondra le 16 juin 1921.

### Carrière dans la politique
À la fin de la guerre d’indépendance, il prend le parti des Républicains (IRA). La Brigade de Dublin est scindée en deux lorsqu'une grande partie de ses membres prennent le parti opposé, celui de Michael Collins et des partisans du Traité anglo-irlandais.
Traynor et ses hommes tentent d’aider les Républicains à occuper les Four Courts, quand ils sont  attaqués par les forces de l’État libre d'Irlande. Traynor s’engage alors dans une bataille d’une semaine dans les rues de Dublin avant de s’échapper et de continuer son activité de guérilla dans le sud de Dublin et les montagnes de Wicklow. Il y est capturé et emprisonné pour le restant de la guerre civile irlandaise.
Le 16 juin 1921, Oscar Traynor est élu au Dáil Éireann au cours d'une législative partielle pour la circonscription de Dublin Nord. Il entre au Dáil en tant que TD sous les couleurs du Sinn Féin mais refuse de siéger, respectant ainsi la politique de son parti.
Il est réélu en juin 1927 et de nouveau refuse de siéger. Il ne prend pas part à l’élection générale de 1927 mais affiche clairement son soutien au Fianna Fáil. C’est pour ce parti qu’il se lance dans la bataille électorale de 1932 et qu’il devient pour la troisième fois Teachta Dála pour Dublin Nord.
En 1936, il est nommé au gouvernement au poste de ministre des Postes et Télégraphes. En 1939, il devient ministre de la Défense, poste qu’il occupe jusqu’en 1948. Traynor est de nouveau ministre de la Défense de 1951 à 1954, et Ministre de la Justice de 1957 à 1961, date à laquelle il se retire de la vie politique.

### Retour au football
En 1948, Oscar Traynor devient le nouveau président de la Fédération d'Irlande de football, et restera au sein de la fédération jusqu’à sa mort.
Oscar Traynor meurt le 15 décembre 1963 à Dublin à l’âge de 77 ans.

## Postérité
Une route porte son nom entre Coolock et Santry dans le nord de Dublin.

### Sources
- (en) Cet article est partiellement ou en totalité issu de l’article de Wikipédia en anglais intitulé « Oscar Traynor » (voir la liste des auteurs).